# Dị Sử
Dị Sử là một phường thuộc thị xã Mỹ Hào, tỉnh Hưng Yên, Việt Nam.

## Địa lý
Phường Dị Sử có vị trí địa lý:
- Phía đông giáp phường Phùng Chí Kiên và xã Xuân Dục
- Phía tây giáp phường Bần Yên Nhân và huyện Yên Mỹ
- Phía nam giáp huyện Yên Mỹ và xã Hưng Long
- Phía bắc giáp phường Nhân Hòa và xã Cẩm Xá.

Phường Dị Sử có diện tích 6,71 km², dân số năm 2019 là 12.340 người, mật độ dân số đạt 1.838 người/km².
Trên địa bàn phường có một số ao hồ như: hồ Thứa (bao quanh 2 thôn Rừng và thôn Sài, mỗi thôn có 1/2 diện tích ao, đây được coi là lá phổi xanh của phường Dị Sử), hồ Vang (bao quanh thôn Nhân Vinh).
Quốc lộ 5 là tuyến giao thông chính trên địa bàn phường.

## Hành chính
Phường Dị Sử bao gồm các tổ dân phố: Nhân Vinh, Phan Bôi, Trại, Sài, Trên, Tháp, Rừng, Bưởi, Thợ.

## Lịch sử
Trước đây, Dị Sử là một xã thuộc huyện Mỹ Hào.
Ngày 13 tháng 3 năm 2019, Ủy ban Thường vụ Quốc hội ban hành Nghị quyết 656/NQ-UBTVQH14 (nghị quyết có hiệu lực từ ngày 1 tháng 5 năm 2019). Theo đó, chuyển huyện Mỹ Hào thành thị xã Mỹ Hào và thành lập phường Dị Sử trên cơ sở toàn bộ 6,71 km² diện tích tự nhiên và 19.413 người của xã Dị Sử.

## Giao thông
Các tuyến, hệ thống giao thông quan trọng đi qua phường Dị Sử:
- Quốc lộ 5A: Hà Nội - Hải Phòng
- Quốc lộ 39: với điểm đầu km0 + 000 trên cầu vượt Phố Nối thuộc địa phận phường
- Tỉnh lộ 387: đi Văn Lâm, Ân Thi...
- Hệ thống xe buýt: 202.

## Di tích
- Quần thể khuôn viên chùa Thứa - Đình Thứa (bao gồm cả tháp Linh Quang vô cực và lô cốt của Pháp xây từ năm 1952). Chùa Thứa nằm trong hệ thống chùa Tứ pháp. Chùa thờ Pháp Vân, hiện vẫn giữ được bức tượng ngài Pháp Vân và nhiều di vật có giá trị quý. Di tích đã được Bộ văn hóa thông tin xếp hạng cấp quốc gia.

## Kinh tế
Phường Dị Sử có diện tích tự nhiên khá rộng nhưng hầu như không còn đất sản xuất nông nghiệp. Kinh tế phường phát triển chủ yếu từ công nghiệp, tiểu thủ công nghiệp, làng nghề, thương mại và dịch vụ. Về công nghiệp thì một phần khu công nghiệp Phố Nối B và một phần khu công nghiệp Thăng Long II nằm trên địa bàn phường vừa tạo việc làm cho lao động tại địa phương và các nơi khác vừa tạo đà cho các dịch vụ phục vụ công nhân ở các tổ dân phố phát triển. Ở Dị Sử cũng phải kể đến làng nghề đồng nát và tái chế phế liệu ở Phan Bôi với nhiều hộ tham gia, rất nhiều hộ đầu tư máy móc phục vụ tái chế mang lại thu nhập khá cao. Tuy nhiên nghề này cũng gây ra ô nhiễm môi trường và không khí ảnh hưởng đến sức khỏe.